# Andrzej Jacenty Grabowski
Andrzej Jacenty Grabowski pseudonim „Dzikus” (ur. 27 października 1928, zm. 23 maja 2015) – polski żołnierz podziemia niepodległościowego w czasie II wojny światowej w ramach Armii Krajowej, uczestnik powstania warszawskiego, kawaler Srebrnego Krzyża Orderu Wojennego Virtuti Militari, adwokat oraz działacz kombatancki.

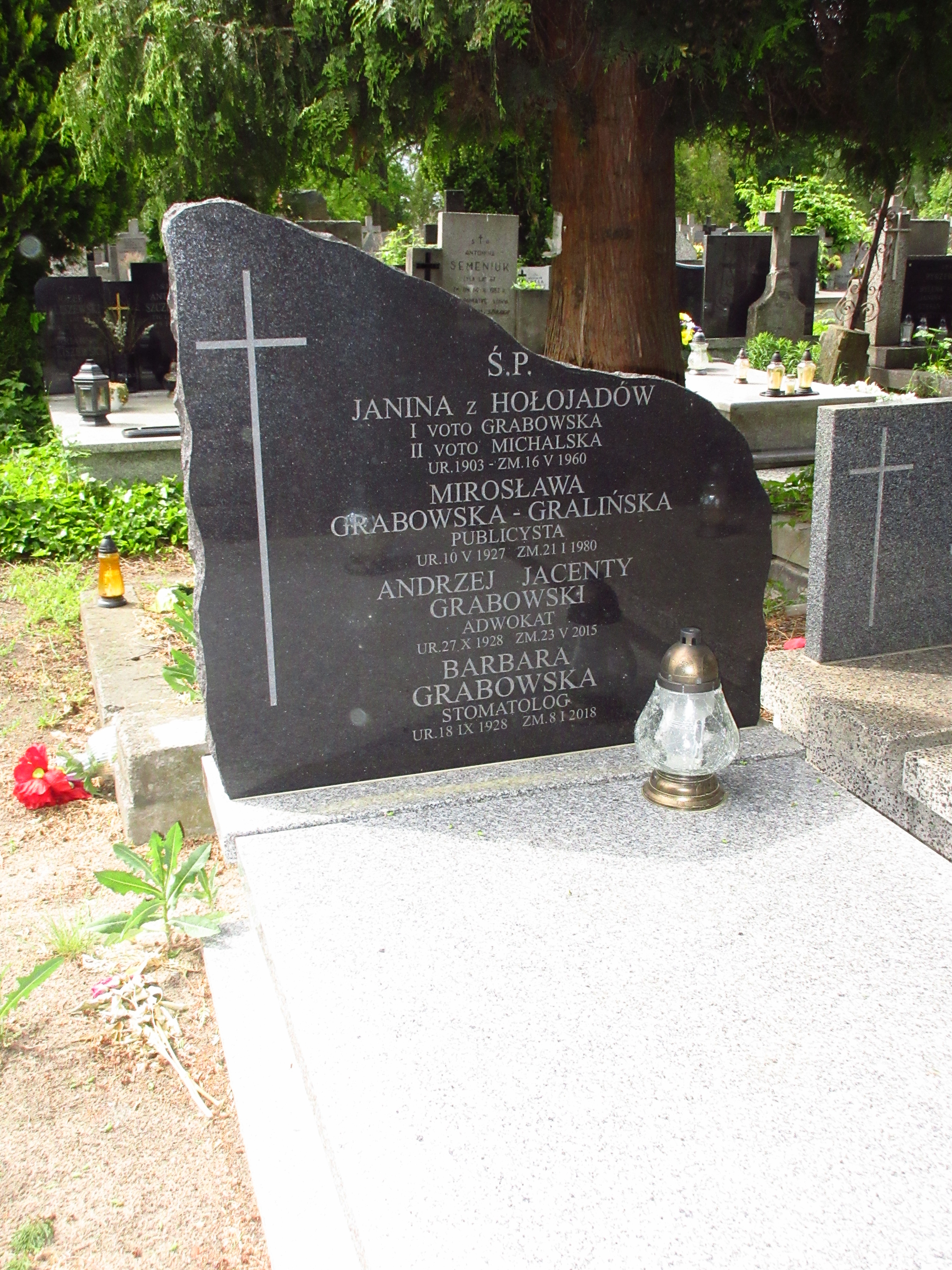
Grób Andrzeja Jacentego Grabowskiego na Cmentarzu Bródnowskim.

W czasie II wojny światowej działał w konspiracji w ramach struktur AK. Brał udział w powstaniu warszawskim w szeregach pułku „Baszta”. Był więźniem  nazistowskiego obozu koncentracyjnego KL Stutthof. Po wojnie pracował jako adwokat, w latach 1958–2015 był członkiem Izby Adwokackiej w Warszawie. Współpracował z Fundacją „Polsko-Niemieckie Pojednanie”. Pochowany na cmentarzu Bródnowskim w Warszawie (kwatera 55I-3-31).

## Wybrane odznaczenia
- Krzyż Srebrny Orderu Wojennego Virtuti Militari,
- Krzyż Komandorski z Gwiazdą Orderu Odrodzenia Polski[1].